# Best of Hilary Duff
Best of Hilary Duff – ostatni album amerykańskiej piosenkarki Hilary Duff wydany w roku 2008.

## Lista utworów
1. „Reach Out”
2. „Holiday”
3. „Stranger”
4. „With Love”
5. „Play With Fire”
6. „Wake Up”
7. „Fly”
8. „Come Clean” (remix)
9. „So Yesterday”
10. „Why Not”
11. „Reach Out” (remix)
12. „Holiday” (remix)